# Долења Брезовица (Шентјернеј)
Долења Брезовица (словен. Dolenja Brezovica) је насељено место у општини Шентјернеј, регија Југоисточна Словенија, Словенија.

## Историја
До територијалне реорганизације у Словенији била је у саставу старе општине Ново Место.

## Становништво
У попису становништва из 2011. године, Долења Брезовица је имала 156 становника.
| Број становника према пописима | Број становника према пописима | Број становника према пописима |
| ------------------------------ | ------------------------------ | ------------------------------ |
| 1991                           | 2002                           | 2011                           |
| 144                            | 149                            | 156                            |

Напомена: Године 1999. извршена је мања размена територија између насеља Долења Брезовица и Шмарје.